# Nițchidorf
Nițchidorf (em alemão: Nitzkydorf; em húngaro: Niczkyfalva) é uma comuna romena localizada no distrito de Timiș, Transilvânia.

## Cidadãos notórios
- Herta Müller (1953—), escritora alemã, Nobel de Literatura de 2009[1]